# Helicoconis (Helicoconis) tjederi
Helicoconis (Helicoconis) tjederi is een insect uit de familie van de dwerggaasvliegen (Coniopterygidae), die tot de orde netvleugeligen (Neuroptera) behoort. 
Helicoconis (Helicoconis) tjederi is voor het eerst wetenschappelijk beschreven door Rausch et al. in 1981.